# Danilo Di Luca
Pour les articles homonymes, voir Luca.
Danilo Di Luca, né le 2 janvier 1976 à Spoltore, est un coureur cycliste italien. Professionnel de 1999 à 2013, il remporte le Tour d'Italie 2007 après avoir gagné Liège-Bastogne-Liège au printemps. Il remporte également le Tour de Lombardie 2001 et le classement du ProTour en 2005. Il a été suspendu pour des infractions à la réglementation antidopage à deux reprises, en 2007 et 2009. Il est à nouveau positif lors d'un contrôle antidopage effectué le 29 avril 2013, pour lequel il est suspendu à vie le 5 décembre 2013 par le Comité national olympique italien.
Il a écrit son autobiographie « Cycliste infiltré » (« Bestie da Vittoria » en version originale). Ce livre dénonce également l'utilisation de substances dopantes par les cyclistes et l'utilisation de contrôles antidopage comme moyen de manipuler les résultats de la compétition.

## Biographie
Né à Spoltore, Danilo Di Luca commence la compétition en 1984 à l'âge de 8 ans. Sa première course amateur se solde par une victoire. En 1998 à 22 ans, il remporte le Baby Giro (Tour d'Italie amateurs), le championnat d'Italie espoirs ainsi que le Tour du Frioul-Vénétie julienne au sein de l'équipe Record Cucine. Il termine aussi troisième du championnat du monde espoirs à Valkenburg derrière deux compatriotes : Ivan Basso et Rinaldo Nocentini.

### Début de carrière chez Cantina Tollo
L'année suivante, il passe chez les professionnels en signant chez Cantino Tollo. Dès ses débuts, il se classe deuxième du Tour de Lombardie. En 2000, il participe à son premier Giro et remporte une étape. Après deux semaines de courses, il se sera distingué en tenant tête aux meilleurs grimpeurs, mais lors de la troisième semaine, il sera plus en recul. En 2001, il remporte de nouveau une étape sur le Giro, cette fois-ci en montagne mais diminué par une maladie, il ne peut lutter pour le classement final. La même année, il remporte le Tour de Lombardie devançant Giuliano Figueras.
Cette même année 2001, il est inquiété par le Blitz du Giro (affaire concernant la découverte de produits prohibés dans les hôtels de certaines équipes), mais ceci n´aura aucune conséquence sur sa carrière.

### 2002-2004: chez Saeco
À partir de 2002, Di Luca se spécialise dans les différentes classiques du printemps. Il signera de nombreux accessits sans vraiment réaliser la carrière qui lui était promise.
Malgré une bonne entame, la saison 2004 s'avère des plus difficiles. Après ses prestations sur l'Amstel Gold Race (4e) et la Flèche wallonne (2e), il apparaît comme l'un des favoris pour Liège-Bastogne-Liège. Il est cependant contraint de renoncer à prendre le départ à quelques heures du départ en raison d'une inflammation de la prostate, qui le prive également du Giro. En juin, le journal Le Monde révèle la mise en examen de plusieurs coureurs italiens dans le cadre d'une opération nommée « Oil for drugs », parmi lesquels Di Luca et ses coéquipiers Alessandro Spezialetti et Eddy Mazzoleni, soupçonnés de s'être procurés des produits dopants auprès du docteur Carlo Santuccione,. La direction du Tour de France décide alors de refuser la participation de Di Luca à l'épreuve. Malgré le soutien initial du directeur sportif Claudio Corti, la Saeco est contrainte de le faire remplacer par le Suisse David Loosli. Faute de Tour, Di Luca remporte en juillet le Trofeo Matteotti et le Brixia Tour. Non-sélectionné par Franco Ballerini pour les Jeux olympiques d'Athènes et les championnats du monde organisés à Vérone, il participe pour la quatrième fois au Tour d'Espagne, avec le récent vainqueur du Giro Damiano Cunego. Il ne s'y montre pas à son avantage : lors des étapes de montagne, il rejoint systématiquement l'arrivée avec le gruppetto. Il fint par abandonner pendant la dix-neuvième étape, alors qu'il occupe la 95e place du classement général, à plus de deux heures et demie de Roberto Heras.

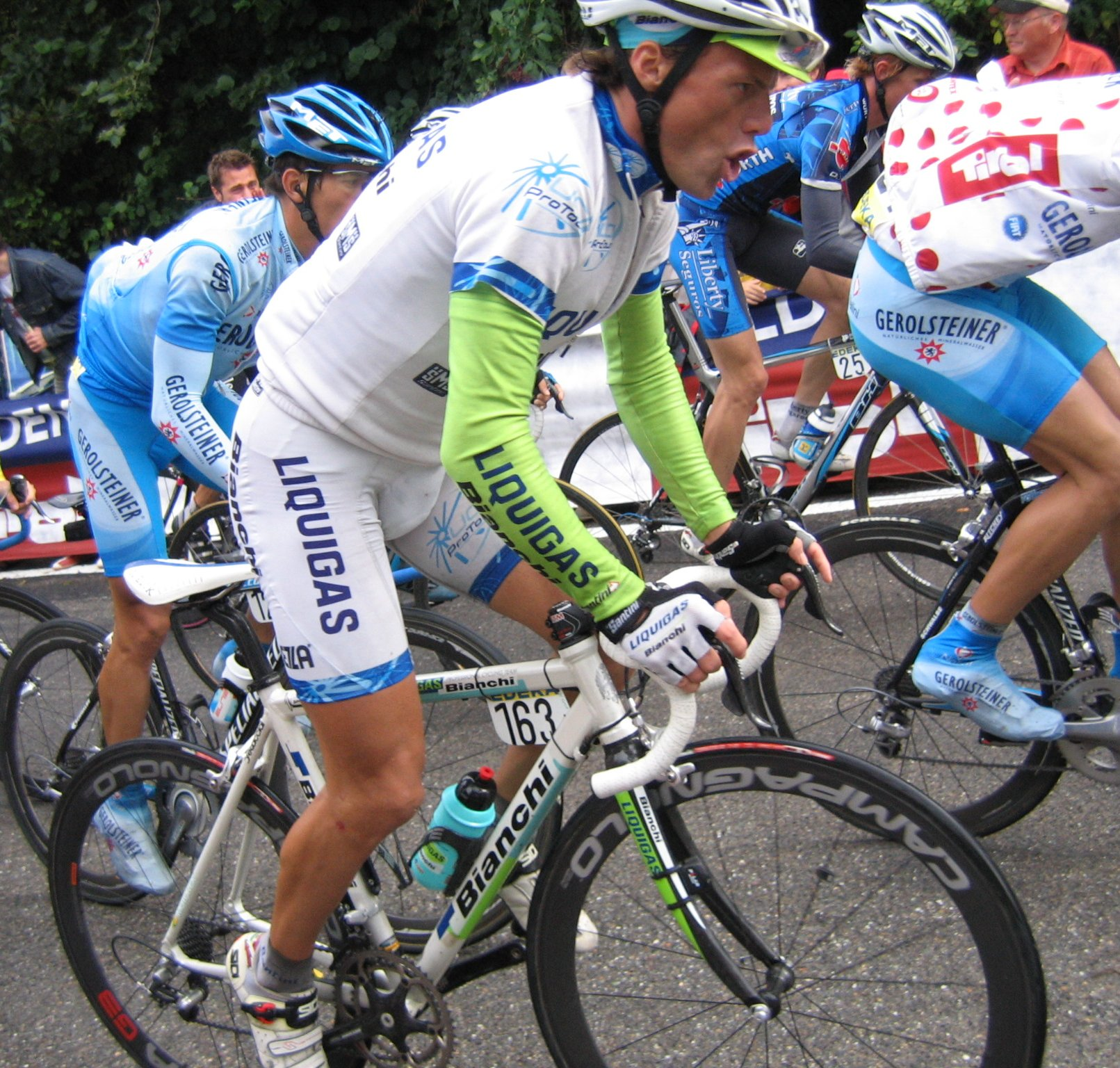
Danilo Di Luca au Tour d'Allemagne en 2005

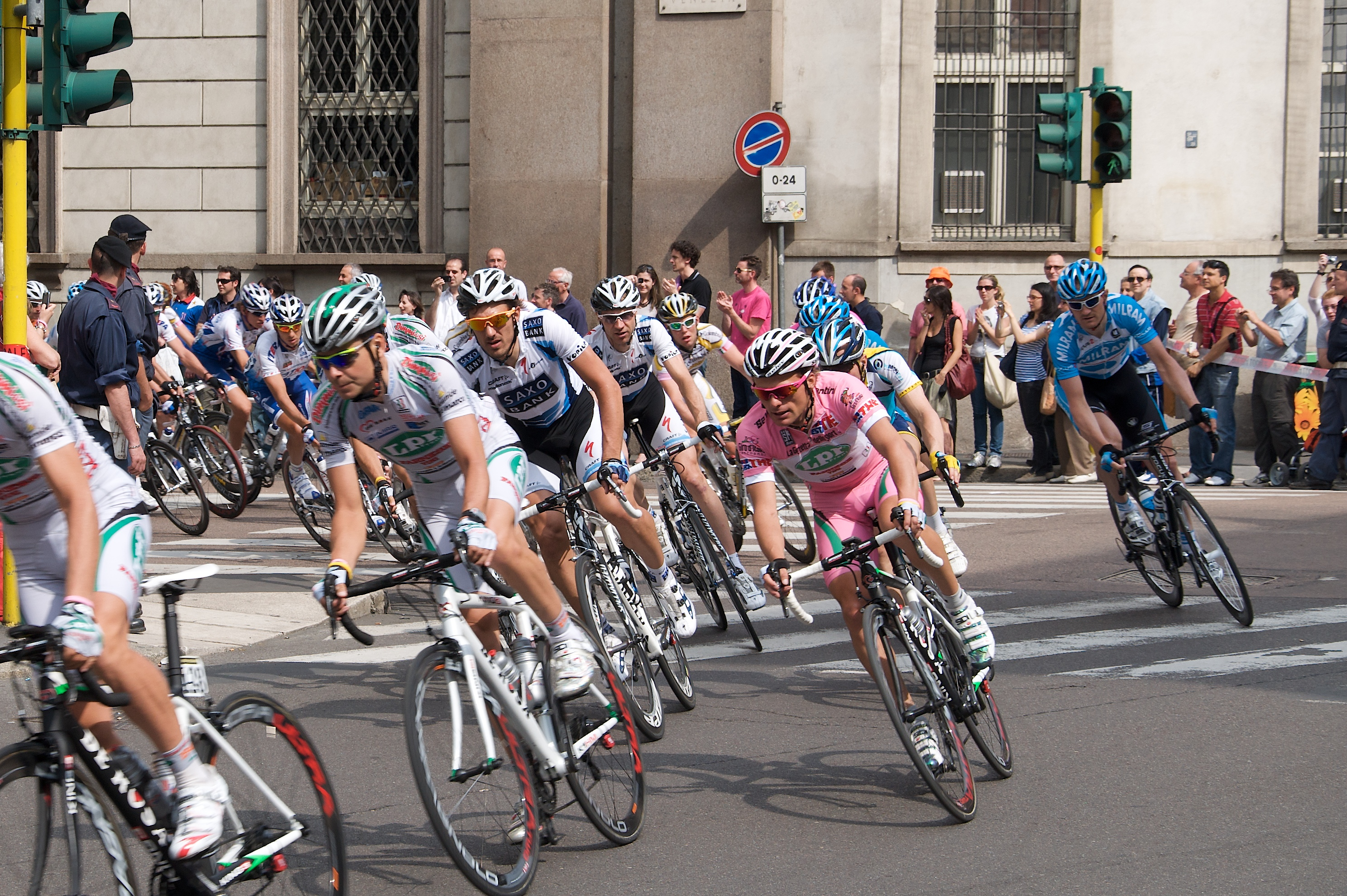
Danilo Di Luca lors du Tour d'Italie 2009

### Chez Liquigas: numéro un mondial en 2005, vainqueur du Tour d'Italie 2007
En 2005, il s´impose coup sur coup sur le Tour du Pays basque, l'Amstel Gold Race et la Flèche wallonne, ce qui lui permettra d'endosser le maillot de leader du ProTour. En confiance, il décide de participer au Giro (qui n'était pas prévu dans son programme au départ), il y réalisera ses meilleures performances sur cette épreuve en y remportant deux étapes, en portant le maillot rose et en se classent finalement quatrième du classement général. Son année sera plus que réussie, car en raison de sa régularité tout au long de l'année il conserve son maillot de leader et devient le premier vainqueur de l'histoire du ProTour.
En 2006, fort de son année 2005 réussie, il axe sa préparation sur le Giro qu'il ne terminera que 23e, il se rattrapera en remportant une étape de montagne sur la Vuelta et en portant le maillot de Oro (maillot de leader de la Vuelta).
En 2007, après un début d'année réussi en remportant Milan-Turin et Liège-Bastogne-Liège, il fait partie des outsiders pour le Giro où il impressionnera en haute montagne, remportant l´épreuve devant le Luxembourgeois Andy Schleck et l'Italien Eddy Mazzoleni. Leader du ProTour, il est cependant rattrapé par l'affaire Oil for Drugs, en instruction depuis 2004 : après que la justice civile eut classé son dossier sans suite, Di Luca est condamné par le Comité olympique italien (CONI) à trois mois de suspension le 16 septembre. Il est ainsi privé de participation au Tour de Lombardie et surtout de ses points au ProTour 2007, et cède donc le maillot blanc de leader à Cadel Evans.

### Passage chez LPR et suspension
Mi-novembre 2007, Danilo Di Luca signe un contrat pour 2008 avec l'équipe LPR.
En mai 2009, il est contrôlé positif à l'EPO Cera à deux reprises durant le Tour d'Italie. Le 1er février 2010, le Comité national olympique italien prononce à son encontre une suspension de toutes compétitions de deux ans. Cette période de deux ans démarre le 22 juillet 2009, date à laquelle a commence sa suspension provisoire, et prend fin le 21 juillet 2011. Il est également condamné au paiement d'une amende de 280 000 euros. Il perd tous ses résultats acquis à partir de la 11e étape du Tour d'Italie 2009.

### Retour puis suspension à vie
Sa suspension finissant en 2011, il signe dans l'équipe russe Katusha où il roulera sans salaire fixe. Sans résultat significatif jusqu'aux classiques printanières, hormis une treizième place sur Tirreno-Adriatico, il est sélectionné par l'équipe Katusha pour participer au Tour d'Italie, dans le but d'y épauler son leader Joaquim Rodríguez.
En 2012, il roule pour l'équipe Acqua & Sapone, qui disparaît en fin d'année.
En avril 2013, Danilo Di Luca est recruté par l'équipe Vini Fantini-Selle Italia. Il amène avec lui le sponsor de son ancienne équipe, Acqua e Sapone, qui apparaît sur le maillot de l'équipe Vini Fantini lors du Tour d'Italie,. Le 24 mai, la Gazzetta dello Sport annonce qu'il est positif à l'EPO lors d'un contrôle inopiné à son domicile effectué le 29 avril. Il est immédiatement licencié par son équipe. Le 5 décembre, le Tribunal National Antidopage italien condamne Danilo Di Luca à la suspension à vie et à une amende de 35 000 euros.
En 2016, il publie le livre « Bestie da vittoria », traduit en français en 2017 sous le nom de « Cycliste infiltré », dans lequel il raconte sa vie sportive.

## Palmarès

### Palmarès amateur
| - 1994 - Trofeo Guido Dorigo - Brescia-Monte Magno - Giro della Lunigiana - 2e du Trofeo Buffoni - 1996 - 2e du Gran Premio La Torre - 1997 - Trophée Mario Zanchi - Gran Premio San Basso - 1reb, 2e et 5e étapes du Tour des régions italiennes - 2e du Giro del Mendrisiotto - 2e du Tour des régions italiennes - 6e du championnat du monde sur route espoirs | - 1998 - Champion d'Italie sur route espoirs - 3e et 4e étapes du Triptyque ardennais - Tour du Frioul-Vénétie julienne : - Classement général - 4eb étape (contre-la-montre) - Girobio : - Classement général - 5eb étape (contre-la-montre) - 2e du Triptyque ardennais - 3e du championnat du monde sur route espoirs |  |

### Palmarès professionnel
| - 1999 - 4e étape du Tour des Abruzzes - 2e du Tour de Lombardie - 2e du Tour des Abruzzes - 2e du Grand Prix de l'industrie et de l'artisanat de Larciano - 3e du Tour du Frioul - 2000 - Trophée Pantalica - Grand Prix de l'industrie et de l'artisanat de Larciano - 5e étape du Tour d'Italie - 2e étape du Tour du Pays basque - 3e et 6e étapes du Tour des Abruzzes - 2e du Tour du Pays basque - 2001 - Tour de Lombardie - 4e étape du Tour d'Italie - 4e étape de la Semaine catalane - Tour des Abruzzes : - Classement final - 3e étape - Trofeo dello Scalatore 2 - 2e de la Semaine catalane - 2e du Tour de Vénétie - 3e du Grand Prix de l'industrie et de l'artisanat de Larciano - 2002 - Trofeo Laigueglia - Tour de Vénétie - Grand Prix Fred Mengoni - 2e étape du Tour d'Espagne - 3e et 5e étapes de Tirreno-Adriatico - 4e étape du Tour de la Communauté valencienne - 2e de Tirreno-Adriatico - 2e des Trois vallées varésines - 3e du Grand Prix de l'industrie et de l'artisanat de Larciano - 3e de la Subida a Urkiola - 6e de la Classique de Saint-Sébastien - 9e de la HEW Cyclassics - 2003 - Coppa Placci - Trois vallées varésines - Tour de Ligurie : - Classement final - 3eb étape (contre-la-montre) - 6e étape de Tirreno-Adriatico - 2e de Tirreno-Adriatico - 2e du Grand Prix de la ville de Camaiore - 3e de l'Amstel Gold Race - 3e de la Classique de Saint-Sébastien - 3e du Tour de Vénétie - 3e du Trophée Melinda - 8e de Liège-Bastogne-Liège - 2004 - Classement final du Brixia Tour - Trophée Matteotti - 4e étape du Tour de Murcie - 2e de la Flèche wallonne - 2e du Grand Prix de la ville de Camaiore - 2e des Trois vallées varésines - 4e de l'Amstel Gold Race | - 2005 - Vainqueur du ProTour - Amstel Gold Race - Flèche wallonne - Tour du Pays basque : - Classement final - 1re étape - 3e et 5e étapes du Tour d'Italie - 4e du Tour d'Italie - 4e du Championnat de Zurich - 5e du Tour de Pologne - 2006 - 5e étape du Tour d'Espagne - 2e du Tour d'Émilie - 3e du Championnat d'Italie sur route - 6e de la Flèche wallonne - 9e du Tour de Lombardie - 9e du Championnat de Zurich - 9e de Liège-Bastogne-Liège - 2007 - Tour d'Italie : - Classement final - Classement par points - 1re (contre-la-montre par équipes), 4e et 12e étapes - Liège-Bastogne-Liège - Milan-Turin - 3e étape de la Semaine internationale Coppi et Bartali - 3e de l'Amstel Gold Race - 3e de la Flèche wallonne - 3e du Grand Prix de Plouay - 8e du Tour de Pologne - 2008 - Vainqueur de la Coupe d'Italie - Semaine cycliste lombarde : - Classement final - 4e étape - Tour d'Émilie - 2e du Giro d'Oro - 3e du Mémorial Cimurri - 3e du Tour du Latium - 8e du Tour d'Italie - 2009 - Tour d'Italie : - Classement par points - 4e et 10e étapes du Tour d'Italie - 1re étape de la Semaine cycliste lombarde (contre-la-montre par équipes) - 4e étape du Tour du Trentin - 2e du Tour d'Italie - 2012 - GP Nobili Rubinetterie Coppa Citta di Stresa - 2e étape du Tour d'Autriche - 2e du championnat d'Italie sur route - 2e du Circuit de Getxo - 3e de la Coppa Agostoni - 3e des Trois vallées varésines |  |

### Résultats sur les grands tours

#### Tour de France
Danilo Di Luca a participé deux fois au Tour de France, en 2003 et 2006. Il a abandonné les deux fois.
- 2003 : abandon (13e étape)
- 2006 : abandon (2e étape)

#### Tour d'Italie
Danilo Di Luca a participé à dix éditions du Tour d'Italie. Il en a terminé sept et en a remporté une, en 2007. Il a également gagné le classement par points et trois étapes de cette édition, dont un contre-la-montre par équipes. Il a gagné quatre autres étapes lors d'éditions précédentes. Il est disqualifié lors du Tour d'Italie 2009, durant lequel il est contrôlé positif à l'EPO. Il en avait pris la deuxième place et remporté deux étapes et le classement par points.
- 1999 : non-partant (13e étape)
- 2000 : abandon (17e étape), vainqueur de la 5e étape
- 2001 : 24e, vainqueur de la 4e étape
- 2005 : 4e, vainqueur des 3e et 5e étapes,  maillot rose pendant cinq jours
- 2006 : 23e
- 2007 :  Vainqueur du classement général,  vainqueur du classement par points, vainqueur des 1re (contre-la-montre par équipes), 4e et 12e étapes,  maillot rose pendant douze jours
- 2008 : 8e
- 2009 : disqualifié
- 2011 : 69e
- 2013 : exclu pour dopage

#### Tour d'Espagne
Danilo Di Luca a participé à cinq éditions du Tour d'Espagne. Il en a terminé un, en 2002, à la vingtième place. Il a gagné deux étapes, en 2002 et 2006, et a porté le maillot or pendant deux jours lors de cette édition.
- 2000 : non-partant (12e étape)
- 2001 : abandon (15e étape)
- 2002 : 20e, vainqueur de la 2e étape
- 2004 : abandon (19e étape)
- 2006 : non-partant (18e étape), vainqueur de la 5e étape,  maillot or pendant 2 jours

### Classements mondiaux
Jusqu'en 2004, le classement UCI concerne tous les coureurs ayant obtenu des points lors de courses du calendrier international de l'Union cycliste internationale (324 courses en 2004). En 2005, l'UCI ProTour et les circuits continentaux sont créés, ayant chacun leur classement. De 2005 à 2008, le classement de l'UCI ProTour classe les coureurs membres d'équipes ProTour en fonction des points qu'ils ont obtenus lors des courses du calendrier UCI ProTour, soit 28 courses en 2005, 27 en 2006, 26 en 2007. En 2008, le calendrier du ProTour est réduit à 15 courses en raison du conflit entre l'UCI et les organisateurs de plusieurs courses majeures. Les trois grands tours, Paris-Roubaix, la Flèche wallonne, Liège-Bastogne-Liège, le Tour de Lombardie, Tirreno-Adriatico et Paris-Nice ne sont donc pas pris en compte dans le classement ProTour 2008. En 2009 et 2010, un « classement mondial UCI » remplace le classement ProTour. Il prend en compte les points inscrits lors des courses ProTour et des courses qui n'en font plus partie, regroupées dans un « calendrier historique », soit au total 24 courses en 2009 et 26 en 2010. Ce nouveau classement prend en compte les coureurs des équipes continentales professionnelles. En 2011, l'UCI ProTour devient l'UCI World Tour et reprend dans son calendrier les courses qui l'avaient quitté en 2008. Il comprend 27 courses en 2011 et son classement ne concerne plus que les coureurs membres des 18 équipes ProTeam.
Danilo Di Luca apparaît pour la première fois au classement UCI en 1998. En 2005, il remporte la première édition de l'UCI ProTour. Il n'est pas classé en 2007, 2009 et 2010, année durant lesquelles il est suspendu. Il est membre d'équipes continentales professionnelles en 2008 et 2012 et est par conséquent classé à l'UCI Europe Tour ces années-là.
| Année                  | 1998  | 1999 | 2000 | 2001 | 2002 | 2003 | 2004 | 2005 | 2006 | 2007 | 2008 | 2009 | 2010 | 2011 | 2012 |
| ---------------------- | ----- | ---- | ---- | ---- | ---- | ---- | ---- | ---- | ---- | ---- | ---- | ---- | ---- | ---- | ---- |
| Classement UCI         | 1241e | 89e  | 56e  | 32e  | 13e  | 12e  | 33e  |      |      |      |      |      |      |      |      |
| Classement ProTour     |       |      |      |      |      |      |      | 1er  | 78e  | nc   |      |      |      |      |      |
| Calendrier mondial UCI |       |      |      |      |      |      |      |      |      |      |      | nc   |      |      |      |
| UCI World Tour         |       |      |      |      |      |      |      |      |      |      |      |      |      | 172e |      |
| UCI Europe Tour        |       |      |      |      |      |      |      |      |      |      | 5e   | nc   |      |      | 5e   |

## Distinctions
- Mémorial Gastone Nencini (révélation italienne de l'année) : 2000
- Giglio d'Oro (coureur italien de l'année) : 2005
- Oscar TuttoBici : 2005